# Thais emarginata
Thais emarginata är en snäckart. Thais emarginata ingår i släktet Thais och familjen purpursnäckor. Inga underarter finns listade i Catalogue of Life.